# موكيش أمباني
موكيش دهيروبهاي أمباني (Mukesh Dhirubhai Ambani) ((بالكجراتية: મુકેશ ધીરૂભાઈ અંબાણી)‏، وُلد في 19 إبريل 1957 بعدن اليمن) هو رجل أعمال ملياردير هندي، وهو رئيس مجلس الإدارة والعضو المنتدب لشركة رليانس للصناعات المحدودة (RIL)، إحدى شركات فورتشن غلوبال 500 والأكثر قيمة في الهند من حيث القيمة السوقية. وفقًا لمؤشر فوربس و‌مؤشر بلومبيرغ للمليارديرات، تقدر ثروة أمباني بـ 116.8 مليار دولار أمريكي اعتبارًا من 16 فبراير 2024، مما يجعله ثاني أغنى شخص في آسيا بعد غوتام أداني وثامن أغنى شخص في العالم.
وفي عام 2010، تم تصنيفه من بين أقوى شخصيات العالم بواسطة فوربيس (Forbes) في قائمتها التي تسرد «أهم 68 شخصية» واعتبارًا من 2012، أصبح ثاني أغنى رجل في آسيا واحتل المركز التاسع عشر من بين أغنى شخصيات العالم، إذ بلغت ثروته الشخصية 22.3 مليار دورلا أمريكي. وفي عام 2007، شهد سوق الأوراق المالية الهندي سباقًا قويًا وأدت التقدير المتزايد للروبية الهندية إلى تعزيز رأس المال السوقي لشركات مجموعة ريليانس، الأمر الذي يجعله، باختصار، أغنى رجل في العالم. وهو أحد أعضاء مجلس إدارة شركة بنك أمريكا وعضو حالي للمجلس الاستشاري الدولي لمجلس العلاقات الخارجية (Council on Foreign Relations).
في عام 2012، صنّفت فوربيس موكيش أمباني على أنه أغنى مالك أندية رياضية  في العالم. ووفقًا لقائمة أغنى مالكي الأندية الرياضية، يعتبر أغنى من مالك نادي تشيلسي ونادي إيه سي ميلان. إذ تملك شركة أمباني ريليانس إنداستريز الدوري الهندي الممتاز في الكريكت المحلي مومباي إنديانز (Mumbai Indians).

## فترة الطفولة
وُلد موكيش أمباني في مدينة عدن اليمن بتاريخ 19 من إبريل عام 1957 لدهيروبهاي أمباني في وكوكيلابين أمباني في أسرة جوجاراتي. وله أخ، أنيل، وأختان - ديبتي سالجاونكار، ونينا كوثاري.
وقد عاشت عائلة أمباني في شقة تتكون من غرفتي نوم في بهولشوار، في مومباي حتى سبعينيات القرن الماضي. ثم اشترى دهيربهاي أمباني برجًا سكنيًا مكونًا من 14 شقة أُطلق عليه اسم «رياح البحر» (Sea Wind) في كولابا حيث عاش موكيش وأنيل مع عائلتهما في طوابق مختلفة حتى وقتٍ قريب.
انضم موكيش أمباني إلى هيل جرانج هاي سكول (Hill Grange High School) في طريق بيدار (Peddar Road)، في مومباي، مع أخيه أنيل أمباني حيث كان شريكه، أناند جين (Anand Jain) زميلاً له في الفصل الدراسي. وقد أنهى دراسته بالتخرج والحصول على بكالوريوس في الهندسة الكيميائية من (قسم التكنولوجيا الكيميائية بالجامعة UDCT)، وهو الآن معهد التكنولوجيا الكيميائية، في مومباي. وقد حصل على المركز السادس في اختبارات الجامعة. ثم سجّل موكيش بعد ذلك للحصول على درجة الماجستير في إدارة الأعمال (MBA) من جامعة ستانفورد، لكنه أكمل عامًا واحدًا فقط من برنامج العامين ولم ينجح بها عام 1980. وقد فتحت إدارة أنديرا غاندي الأبواب أمام صناعة خيوط الغزل من البوليستر (PFY)، للقطاع الخاص في أوائل 1980. وقد تقدم دهيروبهاي أمباني للحصول على رخصة لإنشاء مصنع صناعة خيوط الغزل من البوليستر. ورغم شراسة المنافسة مع الشركات الكبرى، مثل: تاتاس (Tatas) وبيرلاس (Birlas)، إلى جانب 43 شركة أخرى، إلا أن دهيروبهاي تمكن من الحصول على الرخصة. وقد أخرج دهيروبهاي ابنه الأكبر موكيش من ستانفورد لمساعدته في بناء مصنع خيوط الغزل البوليستر، حيث كان يدرس للحصول على درجة ماجيستير إدارة الأعمال. وترك موكيش أمباني الدراسة لمساعدة والده وشرع في تأسيس التكامل العكسي لشركة ريليانس من صناعة النسيج إلى أنسجة بوليستر، ثم تحولت إلى شركة بتروكيماويات، بدايةً من 1981.
وفي عام 2010، منح موكيش أمباني «درجة الدكتوراه الفخرية في العلوم» من جامعة إم إس، في بارودا، في جوجارات

## الحياة المهنية
وقد انضم لاحقًا إلى ريليانس إنداستريز في 1981. وقد بدأ رحلة التكامل العكسي لشركة ريليانس من صناعة النسيج إلى صناعة نسيج البوليستر، ثم حولها إلى صناعة البتروكيماويات وتكرير البترول، ثم بدأ نشاط استكشاف البترول والغاز وإنتاجهما.
وقد أسس أمباني ريليانس إنفوكوم المحدودة (Reliance اتصالات معلوماتية Limited) وهي الآن (ريليانس كوميونيكيشن المحدودة (Reliance Communications Limited))، والتي ركزت على مبادرات تكنولوجيا المعلومات والاتصالات.
أدار أمباني وشرع في تأسيس أكبر معمل شعبي لتكرير البترول في جامناجار بالهند، حيث وصل سعته إلى 660 ألف برميل يوميًا (33 مليون طن سنويًا) في 2010، تكامل مع صناعة البتروكيماويات وإنتاج الطاقة والميناء والبنية التحتية المرتبطة.

## عضويات مجلس الإدارة
- رئيس مجلس الإدارة، ومدير إدارة، ورئيس مجلس إدارة اللجنة المالية وعضو لجنة أسهم تعويضات الموظفين، ريليانس إنداستريز المحدودة
- رئيس مجلس الإدارة السابق، لشركة البتروكيماويات الهندية المحدودة (Indian Petrochemicals Corporation Limited)
- رئيس مجلس الإدارة السابق، لشركة ريليانس للبتروكيماويات
- رئيس مجلس الإدارة السابق، لشركة ريليانس للبترول
- رئيس مجلس الإدارة ورئيس مجلس إدارة لجنة المراجعة، ريليانس المحدودة للتجارة (Reliance Retail Limited).
- رئيس مجلس الإدارة، ريليانس للاستكشاف والإنتاج DMCC
- مدير، عضو لجنة الائتمان وعضو لجنة التعويض والفوائد، شركة بنك أمريكا[36]

رئيسجامعة بانديت ديندايال للبترول، في جراندهيناجار، جورجارات

## الجوائز والتكريمات
| سنة الجائزة أو التكريم | اسم الجائزة أو التكريم                       | المؤسسة المانحة للجائزة     |
| ---------------------- | -------------------------------------------- | --------------------------- |
| 2010                   | جائزة جلوبال فيجين في عشاء منح الجوائز       | الجمعية الآسيوية            |
| 2010                   | رجل الأعمال البارز للعام                     | NDTV الهند                  |
| 2010                   | رجل أعمال العام                              | الدورية المالية             |
| 2010                   | ميدالية عميد مدرسة الهندسة والعلوم التطبيقية | جامعة بنسلفانيا.            |
| 2010                   | جائزة القائد العام                           | مجلس الأعمال للتفاهم الدولي |

- حصل على المركز الخامس في أفضل مدير تنفيذي من حيث الأداء في العالم في استعراض هارفارد للأنشطة التجارية في تصنيفها لأهم 50 مديرًا تنفيذيًا حول العالم.[43]

## حياته الشخصية
موكيش متزوج من نيتا أمباني وله منها ثلاثة أطفال. وقد عاشا معًا في مبنى سكني من 27 طابقًا في مومباي يسمى أنتاليا. وتقدر قيمة منزله بحوالي 1 مليار دولار أمريكي ويدعى أنه أغلى منزل في التاريخ. ونظرًا لإجمالي نفقات شركة ريلياس إنداستريز على مكافآت لجميع موظفي الإدارة العليا العاملين بها، ونظرًا كذلك، لرسوم التعيين والعمولات التي منحت للمديرين غير التنفيذيين، التي زادت بنهاية السنة المالية التي انتهت في 31 مارس 2012، قرر موكيش أمباني التخلي عما يقارب 24 كوروة من مرتبه السنوي في العام المالي الماضي كونه رئيس مجلس إدارة ريلياس إنداستريز المحدودة (RIL)، مع تثبيت مرتبه السنوي للعام الرابع على التوالي.
يقدّر مرتب الملياردير موكيش أمباني السنوي بـ 150 مليون روبية (حوالي 15 كرورة)، وقد ظل كذلك بدون تغيير حتى السنة المالية 2008-2009.

## وصلات خارجية
- موكيش أمباني على موقع IMDb (الإنجليزية)
- موكيش أمباني على موقع الموسوعة البريطانية (الإنجليزية)
- موكيش أمباني على موقع مونزينجر (الألمانية)
- موكيش أمباني على موقع إن إن دي بي (الإنجليزية)
- Profile at فوربس
- أخبار مُجمّعة وتعليقات عن موكيش أمباني في موقع صحيفة نيويورك تايمز.